# Joy-Con 2
 (avril 2025).
Motif : Sources attestant de la notoriété ?
- Archive Wikiwix
- Bing
- Cairn
- DuckDuckGo
- E. Universalis
- Gallica
- Google
- G. Books
- G. News
- G. Scholar
- Persée
- Qwant
- (zh) Baidu
- (ru) Yandex
- (wd) trouver des œuvres sur Wikidata

| 1. | Préciser le motif de la pose du bandeau. | Précisez le motif de la pose du bandeau en utilisant la syntaxe suivante : {{admissibilité à vérifier\|date=juin 2025\|motif=remplacez ce texte par le motif}}                 |
| 2. | Informer les utilisateurs concernés.     | Pensez à avertir le créateur de l'article, par exemple, en insérant le code ci-dessous sur sa page de discussion : {{subst:avertissement admissibilité à vérifier\|Joy-Con 2}} |

 (avril 2025).
Si vous disposez d'ouvrages ou d'articles de référence ou si vous connaissez des sites web de qualité traitant du thème abordé ici, merci de compléter l'article en donnant les références utiles à sa vérifiabilité et en les liant à la section « Notes et références ».
Les Joy-Con 2 sont les principales manettes de la Nintendo Switch 2. Ils sont une évolution des Joy-Con de la Nintendo Switch. Ils sont plus grand et plus arrondis que les premiers Joy-Con, et possèdent un tout nouveau bouton C qui permet de gérer le chat vocal de la console et des boutons SL et SR plus grands et métalliques qui permetent de s'attacher magnétiquement à la console par le côté.

## Conception
Avec l'annonce de la Nintendo Switch 2 le 16 janvier 2025, un successeur des Joy-Con a été révélé. Les manettes Joy-Con 2 sont plus grandes, ont des boutons plus faciles à enfoncer et une nouvelle palette de couleurs. Une nouveauté notable est la possibilité de clipser les Joy-Con 2 à l'aide d'aimants, éliminant ainsi la nécessité de les faire glisser. Les Joy-Con 2 sont disponibles en paire. Lorsqu'ils sont détachés de la console, il se connectent sans fil via Bluetooth. Ils possèdent un capteur optique sur la tranche qui permet de les utiliser comme une souris d'ordinateur.
En plus d'être plus grands pour s'adapter au corps plus large de la console, les Joy-Con 2 se fixent magnétiquement en se clipsant sur les côtés plutôt que d'utiliser un système de rails. Ils peuvent être retirés de l'unité principale de la Nintendo Switch 2 à l'aide d'un petit bouton situé à l'arrière du Joy-Con 2 qui fait sortir un cylindre à l'intérieur de celui-ci et le pousse hors de l'unité principale. Nintendo a déclaré que ses sticks analogiques seraient plus grands, plus lisses et plus durables ; les premiers rapports indiquaient qu'ils utiliseraient des capteurs à effet Hall, ce qui résoudrait les problèmes de dérive que les modèles originaux avaient en raison de l'accumulation de poussière à l'intérieur du système analogique. Cependant, ces rapports se sont révélés faux en avril 2025, confirmant que les sticks analogiques des Joy-Con 2 n'utiliseraient pas de capteurs à effet Hall.
Les boutons SL et SR ont été agrandis, et un bouton « C » est présent sur le côté droit de la manette Joy-Con 2 R pour activer la fonction GameChat. Les manettes Joy-Con 2 peuvent être utilisées comme une souris d'ordinateur dans les jeux compatibles en les faisant glisser sur leur côté connecteur sur n'importe quelle surface. Les deux manettes Joy-Con 2 sont dotées d'une batterie de 500 mAh dont l'autonomie est estimée à 20 heures. Les manettes sont rechargées lorsqu'elles sont connectées à la console ou à l'aide d'une station d'accueil ou d'une poignée de chargement tierce. Le capteur infrarouge de la manette Joy-Con R originale n'a pas été inclus dans la manette Joy-Con 2 R.
Les manettes Joy-Con d'origine sont largement compatibles avec la Nintendo Switch 2, et la manette Joy-Con R en particulier peut encore être nécessaire pour certaines fonctions de jeu en jouant à des titres Nintendo Switch d'origine qui prennent en charge le capteur infrarouge de la console.